# Grand Prix Formule 1 van Nederland 1984
De Grand Prix Formule 1 van Nederland 1984 werd verreden op 26 augustus op het circuit van Zandvoort. Het was de dertiende race van het seizoen.

## Uitslag
| Pos. | Nr. | Coureur            | Constructeur      | Rondes | Tijd / Oorzaak uitval | Grid | Punten |
| ---- | --- | ------------------ | ----------------- | ------ | --------------------- | ---- | ------ |
| 1    | 7   | Alain Prost        | McLaren-TAG       | 71     | 1:37:21.468           | 1    | 9      |
| 2    | 8   | Niki Lauda         | McLaren-TAG       | 71     | + 10.283              | 6    | 6      |
| 3    | 12  | Nigel Mansell      | Lotus-Renault     | 71     | + 1:19.544            | 12   | 4      |
| 4    | 11  | Elio de Angelis    | Lotus-Renault     | 70     | + 1 Ronde             | 3    | 3      |
| 5    | 2   | Teo Fabi           | Brabham-BMW       | 70     | + 1 Ronde             | 10   | 2      |
| 6    | 15  | Patrick Tambay     | Renault           | 70     | + 1 Ronde             | 5    | 1      |
| 7    | 25  | Francois Hesnault  | Ligier-Renault    | 69     | + 2 Rondes            | 20   |        |
| 8    | 6   | Keke Rosberg       | Williams-Honda    | 68     | Geen benzine          | 7    |        |
| 9    | 10  | Jonathan Palmer    | RAM-Hart          | 67     | + 4 Rondes            | 22   |        |
| 10   | 9   | Philippe Alliot    | RAM-Hart          | 67     | + 4 Rondes            | 26   |        |
| 11   | 28  | René Arnoux        | Ferrari           | 66     | Elektrisch probleem   | 15   |        |
| 12   | 30  | Jo Gartner         | Osella-Alfa Romeo | 66     | + 5 Rondes            | 23   |        |
| 13   | 23  | Eddie Cheever      | Alfa Romeo        | 65     | Geen benzine          | 17   |        |
| DQ   | 4   | Stefan Bellof      | Tyrrell-Ford      | 69     | Gediskwalificeerd     | 24   |        |
| DQ   | 3   | Stefan Johansson   | Tyrrell-Ford      | 69     | Gediskwalificeerd     | 25   |        |
| NF   | 18  | Thierry Boutsen    | Arrows-BMW        | 59     | Ongeluk               | 11   |        |
| NF   | 21  | Huub Rothengatter  | Spirit-Hart       | 53     | Gaspedaal             | 27   |        |
| NF   | 22  | Riccardo Patrese   | Alfa Romeo        | 51     | Motor                 | 18   |        |
| NF   | 26  | Andrea de Cesaris  | Ligier-Renault    | 31     | Motor                 | 14   |        |
| NF   | 5   | Jacques Laffite    | Williams-Honda    | 23     | Motor                 | 8    |        |
| NF   | 16  | Derek Warwick      | Renault           | 23     | Spin                  | 4    |        |
| NF   | 14  | Manfred Winkelhock | ATS-BMW           | 22     | Spin                  | 16   |        |
| NF   | 19  | Ayrton Senna       | Toleman-Hart      | 19     | Motor                 | 13   |        |
| NF   | 17  | Marc Surer         | Arrows-BMW        | 17     | Wiel                  | 19   |        |
| NF   | 1   | Nelson Piquet      | Brabham-BMW       | 10     | Oliedruk              | 2    |        |
| NF   | 24  | Piercarlo Ghinzani | Osella-Alfa Romeo | 8      | Brandstofpomp         | 21   |        |
| NF   | 27  | Michele Alboreto   | Ferrari           | 7      | Motor                 | 9    |        |

## Statistieken
| Pole-position | Alain Prost | McLaren-TAG | 1:13.567 |
| Snelste ronde | René Arnoux | Ferrari     | 1:19.456 |

## Noot
- Dit was de vijfde podiumplaats voor Nigel Mansell.

1948 · 1949 · 1950 · 1951 · 1952 · 1953 · 1955 · 1958 · 1959 · 1960 · 1961 · 1962 · 1963 · 1964 · 1965 · 1966 · 1967 · 1968 · 1969 · 1970 · 1971 · 1973 · 1974 · 1975 · 1976 · 1977 · 1978 · 1979 · 1980 · 1981 · 1982 · 1983 · 1984 · 1985 · 2020 · 2021 · 2022 · 2023 · 2024 · 2025  · 2026